# Mord am Zollikerberg
Der Mord am Zollikerberg wurde 1993 in Zollikon bei Zürich verübt. Er hatte in der Schweiz erhebliche Auswirkungen auf den Umgang mit gefährlichen Sexualstraftätern und auf die rechtlichen Bestimmungen für sie.

## Das Opfer
Am Nachmittag des 30. Oktobers 1993 wurde nach einer eintägigen Suchaktion im Zollikerberg bei Zürich die Leiche der als vermisst gemeldeten 20-jährigen Pfadfinderführerin Pasquale Brumann aufgefunden. Sie war mit Stichen in den Hals getötet und nackt im Waldboden verscharrt worden.

## Der Täter
Bereits am 1. November 1993 konnte der wegen elf Vergewaltigungen und zwei Sexualmorden zu lebenslanger Zuchthausstrafe verurteilte Erich Hauert (* 1959) festgenommen und später nach einem Geständnis und anhand von DNA-Spuren als Täter überführt werden. Der in der Strafanstalt Regensdorf Inhaftierte hatte das Verbrechen während eines Hafturlaubs begangen.
Hauert hatte 1982 eine 26-jährige Joggerin in Thalwil am Zürichsee vergewaltigt und ermordet. 1983 vergewaltigte und ermordete er eine 72-jährige Frau in Kaiseraugst. Nachdem er im Juni 1983 nach einem versuchten Postüberfall verhaftet worden war, konnten ihm ausser den beiden Morden auch elf Vergewaltigungen nachgewiesen werden. Er wurde als «extrem gefährlich» eingestuft und zu lebenslanger Haft verurteilt.
Trotz dieser Einstufung wurde der Vollzug schon nach wenigen Jahren gelockert und Hauert unbegleiteter Ausgang gewährt. In der Folge hatte er in über hundert Ausgängen keinen Anlass zu Beanstandungen gegeben. Am 29. Oktober 1993 bewilligte das Zürcher Justizdepartement einen weiteren, mehrtägigen unbegleiteten Ausgang von Hauert. Am darauffolgenden Tag tötete er Pasquale Brumann.

## Nachwirkungen

### Prozesse
Im September 1996 wurde Hauert erneut zu lebenslangem Zuchthaus verurteilt und die Verwahrung auf unbestimmte Zeit ausgesprochen.
Die Mutter der Ermordeten, Jeannette Brumann, führte gegen den Kanton Zürich einen Staatshaftungsprozess bis vor das Bundesgericht. Der Kanton verneinte eine Haftung, erkannte im April 1997 aber Ansprüche der Familie des Opfers aus «moralischen Gründen» grundsätzlich an. 1998 kam es zu einem umfassenden Vergleich. Der Kanton Zürich zahlte gegen den Verzicht der Familie der Getöteten auf weitere zivilrechtliche Forderungen rund eine Million Franken.
Der Strafprozess, der gegen die vier an der Bewilligung des Hafturlaubs beteiligten Justizbediensteten angestrengt worden war, endete mit Freisprüchen. Die Angeklagten erhielten fünfstellige Prozessentschädigungen.

### Auswirkungen auf den Strafvollzug
Nach dem Mord wurden die Urlaubs- und Entlassungsrichtlinien verschärft und die Verwahrungen nahmen massiv zu. Damit nahm die Zahl der Rückfälle ab.

### Rechtsetzung
Als Reaktion auf den Mord am Zollikerberg und eine weitere Sexualstraftat im gleichen Jahr durch einen anderen Wiederholungstäter wurde die Volksinitiative «Lebenslange Verwahrung für nicht therapierbare, extrem gefährliche Sexual- und Gewaltstraftäter» ins Leben gerufen. Diese wurde am 3. Mai 2000 mit 194 390 gültigen Unterschriften eingereicht. Am 8. Februar 2004 wurde die Initiative mit einem Volksmehr von 56,2 Prozent und einem Ständemehr von 21,5 Kantonen angenommen und Art. 123a in die Schweizer Bundesverfassung eingefügt.
Demnach müssen Sexual- und Gewaltstraftäter, die in den für den Strafprozess erstellten forensischen Gutachten als extrem gefährlich und nicht therapierbar eingestuft wurden, bis an ihr Lebensende verwahrt werden. Für verwahrte Täter sind Hafturlaube und eine vorzeitige Entlassung ausgeschlossen. Neue Gutachten dürfen erst erstellt werden, wenn durch neue wissenschaftliche Erkenntnisse erwiesen ist, dass der verwahrte Täter geheilt werden kann. Alle Gutachten müssen von mindestens zwei unabhängigen und erfahrenen Fachleuten erstellt werden. Wenn ein Verwahrter aufgrund neuer Gutachten aus der Haft entlassen wird, muss die zuständige Behörde die Verantwortung übernehmen, wenn der Entlassene rückfällig wird.

### Kritik an den Justizbehörden
Der als Justizdirektor der Zürcher Kantonsregierung seinerzeit für den kantonalen Strafvollzug zuständige spätere Schweizer Bundesrat Moritz Leuenberger wurde politisch für den Tod von Pasquale Brumann verantwortlich gemacht. Er war mehrfach vom zuständigen Staatsanwalt Pius Schmid über die Gefährlichkeit Hauerts informiert worden, ohne dass er Massnahmen ergriffen hätte. In den Gutachten zur Frage der Bewilligung von Hafturlaub für Erich Hauert war gewarnt worden, Hauert leide an «psychopathisch zu nennenden Störungen der Charakterstruktur».

## Dokumentation
- Denise Chervet: Mord im Hafturlaub. SRF 1, 2007, 35 min. (Youtube)